# Homosexualita v umění
Homosexuální vztahy byly inspirací pro vznik mnoha významných děl literárních, výtvarných, ale také hudebních a filosofických. Po rozmachu této tematiky v antice ustoupila ve středověku do pozadí, aby se znova naplno rozvinula ve druhé polovině XIX. a především ve XX. století. Je třeba podotknout, že zvláště v rámci gay komunity se vyskytuje tendence označovat za homosexuální umění de facto každý mužský akt a jeho tvůrce za homosexuálního umělce. Ve skutečnosti bylo mužské tělo pouze dlouhodobě považováno za esteticky dokonalejší než ženské.

## Antika

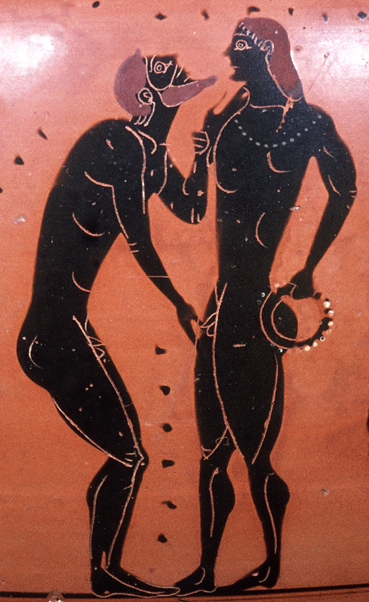
Muž dvořící se chlapci. Vyobrazení z řecké amfory

Antická literatura obsahuje různé příběhy o lásce mezi muži, ať už v mýtech, milostné poezii, nebo satiře. Nejznámější příběhy najdeme shrnuté v Ovidiových Proměnách, legendární groteskní román Satirikon je příběhem dvojice bývalých studentů zápasících o přízeň milce Gitona. Proslulý je Platónův dialog Faidros, ve kterém Sókratés učí, že láska muže k chlapci je cestou k Bohu a Pravdě a nejvyšším vztahem, jaký mezi lidmi existuje. Lesbické lásce dala jméno světoznámá básnířka Sapfó.
Největší svod řecké poezie Anthologia Palatina obsahuje 45 % poezie „chlapcomilné“ (Músa Paidiké), oproti 55 % milostné poezie heterosexuální (Erótika). Většina literárních památek antiky se však nedochovala. Důvody byly jednak obecné, nestabilita Evropy v období pádu Římské říše, a jednak nábožensko-politické, způsobené instalací křesťanství jako římského státního náboženství. Největší sbírku krásné i vědecké literatury starověku, alexandrijskou knihovnu, přikázal zničit biskup Theofilos roku 389.

### Ílias a Odyssea
Epos Ílias pojednává o válce Helénů s Trójany a Achilleově roztržce s vedením řeckých spojených armád, která hrozila řecký útok zablokovat. Achilleovým válečným druhem byl Patroklos, který s ním sdílel stan. Homér nazývá Patrokla jeho "nejmilovanějším druhem" πολὺ φίλτατος ... ἑταῖρος. (hetairos, fílos). Slovo hetairos přinejmenším v pozdějším období označovalo prokazatelně konkubínu. Homér jednoznačně nemluví o tom, že by Achillés a Patroklos byli milenci, ale v jeho díle k takové interpretaci zůstává dostatek prostoru.
V následujícím eposu Odysseia se stává hlavním hrdinou vedlejší postava ithackého krále Odyssea, který se vrací z Trojské války domů. Homosexualita v tomto eposu nehraje žádnou roli. Pouze v úvodu najdeme zmínku o tom, že spartský král poskytl cestujícímu Télemachovi jako projev pohostinnosti i svého syna do lože.

### Orfeus
Z mýtů o legendárním básníkovi a hudebníkovi jménem Orfeus je v současnosti zřejmě nejznámější příběh o jeho manželce Eurydice. V antice však hrála stejně významnou roli homosexuální část mýtu o něm. Podle nich přicestoval Orfeus do Thrákie, kde na svůj zpěv a lyru vábil chlapce, čímž naučil celý kraj tomu, co Řekové sami nazývali mj. thrácká láska, homosexualitě. Rozzlobené matky svedených chlapců podle tradice Orfea ubodaly jehlicemi spínajícími šat, čímž však zvyk nevykořenily.

### Hyakinthos
Mýtus o Hyakinthovi líčí lásku boha Apollóna k synovi spartského krále Amykla. Na jejich lásku žárlil bůh větru Zefýr. Při hře obou milenců strhl Zefýr Apollónem hozený disk a Hyakintha usmrtil.

### Ganymédes
Ganymédés byl princ, do kterého se zamiloval král bohů Zeus. V podobě orla jej unesl na Olymp, kde z něj učinil číšníka.

### Héraklés a Hylás
Láska legendárního bojovníka Hérakla k Hylásovi, synovi krále Theiodama, skončila nešťastně. Hylás byl unesen nymfami, což Héraklovi zlomilo srdce. Spolu s Polyfémem opustil Héraklés loď Argo a vydal se jej hledat, ale nikdy nenašel.

### Literatura

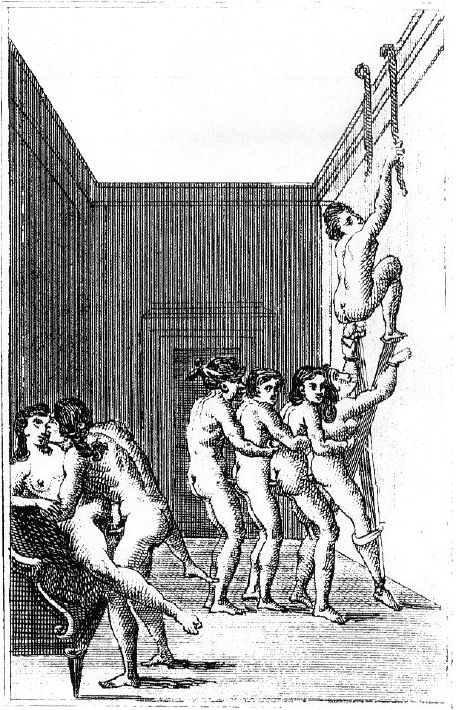
Ilustrace k nizozemskému vydání De Sadovy Justiny z roku 1797.

## Středověk, renesance a osvícenství

### Výtvarné umění
Ačkoliv platí, že se i výtvarné umění Západu až do XVIII. století homosexualitě vyhýbalo, nelze popřít, že v tomto období vzniklo od renesance velké množství děl působících silně homoeroticky. Některá z nich, jako Carravagiův Svatý Jan Křtitel, nebo Cupido (Amor Vincit Omnia), byla původně určena soukromým sbírkám, zatímco jiná byla součástí výzdoby chrámů. Svatého Šebestiána, jehož hojně výtvarně zpracovávaná umučení jsou vnímána homoeroticky, dokonce gayové považují za svého "patrona". Jednoznačně homoerotickou scénu nacházíme na obraze Koupele v San Niccolo florentského malíře Domenica Crestiho, řečeného Passignano (1560–1638).
Lze se pouze dohadovat, co bylo, nebo mohlo být, obsahem nelegálních erotických tisků, které se v Evropě šířily od Gutenbergova vylepšení knihtisku ve velkém množství, protože tyto byly systematicky ničeny.

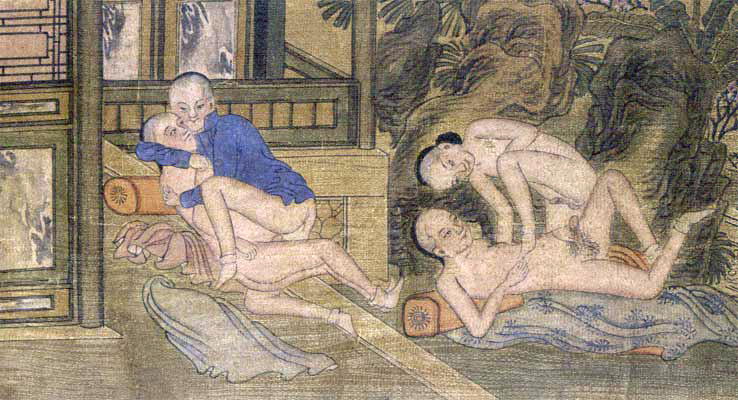
Mládež při erotických hrách. Peking, pozdní XIX. století.

## Orient

### Japonské homoerotické grafiky
Homoerotické výtvarné umění má v Japonsku nepřetržitou tradici. Mezi významnějšími umělci, kteří se mu věnovali (a nebo jejich jména zůstala zachována) jsou:
- Suzuki Harunobu (1725-1770),
- Kitagawa Utamaro (1754 - 1806),
- Kunisada Utagawa (1786 - 1865) aj.

### Výzdoba indických chrámů
Kromě homosexuálních motivů, nacházejí se v indických chrámech plastiky zobrazující i všechny ostatní varianty lidského sexuálního chování: skupinový sex, zoofilii, atd. Jejich snímky jsou notoricky známé a případný zájemce si je může snadno vyhledat.

## Homosexuální umělci předmoderní doby
Jelikož homosexualita nebyla na křesťanském Západě nijak dobře viděna až do poloviny XX. století, projevovala se homosexuální orientace autorů v jejich dílech jen nepřímo, v náznacích, nebo vůbec. Mezi nejznámější homosexuální umělce tohoto období patří:
- Leonardo da Vinci,
- Michelangelo Buonarotti,
- Caravaggio,
- George Gordon Byron,[5]
- Paul Verlaine,
- Oscar Wilde,
- Marcel Proust,
- Petr Iljič Čajkovskij, a další.

William Shakespeare. Jeho sexuální orientace je dlouhodobě předmětem spekulací. Kromě Sonetů, které věnoval nejmenovanému mladému muži, poskytuje k těmto úvahám materiál i analýza jeho dramat. Odpůrci domněnek o jeho homosexualitě namítají, že v jeho době bylo jakousi literární konvencí vyjadřovat se o svých přátelích v duchu platonické lásky.
UPOZORNĚNÍ: Rozdělení na dobu předmoderní a moderní zde ovšem užíváme pouze pro přehlednost hesla, ne důsledně chronologicky. Nejedná se o platné, všeobecně užívané, ani vědecké rozlišení.

## Moderní doba

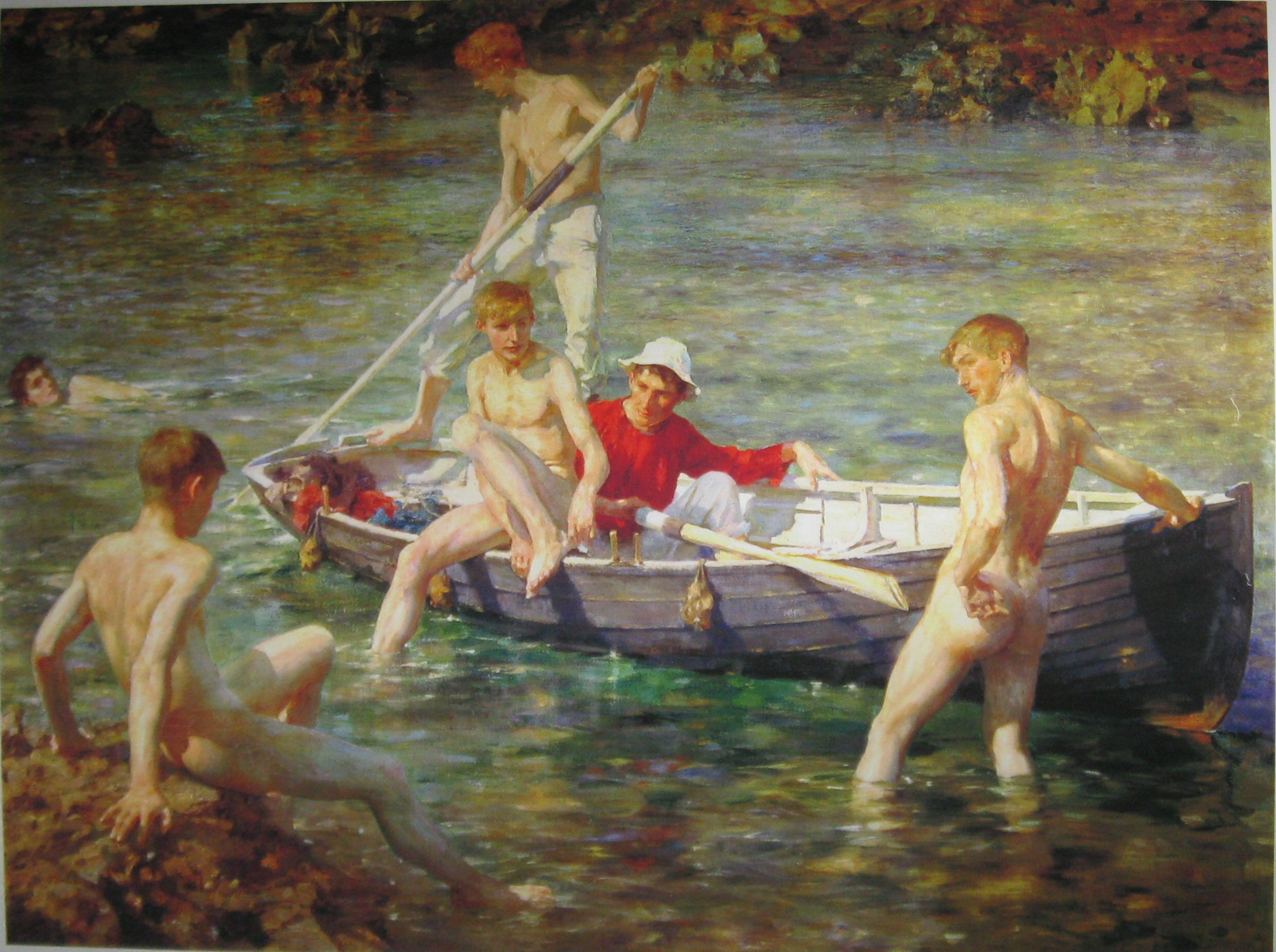
Henry Scott Tuke (1858-1929): Rubín, zlato, malachit.

Druhá polovina XIX. století byla na Západě ve znamení hluboké kulturní dichotomie. Ačkoliv oficiální kultura byla silně ovlivněna viktoriánským puritánstvím, na druhé straně rozvoj techniky fotografie, vynález rotačky, celkové zlevnění knihtisku a v nikoliv nepodstatné míře rostoucí gramotnost mas přinesly bouřlivý rozvoj pornografie a také brakové erotické literatury všech žánrů. Za první eticky neutrální zobrazení homosexuality v moderní "vážné" západní literatuře můžeme považovat krátkou humornou epizodu v díle Anatola France Bohové žíznějí (1912). Scéna zachycuje upraveného, velmi elegantního pána, který se omylem pokouší navázat na ulici kontakt s dívkou v domnění, že je to chlapec.

### Výtvarné umění

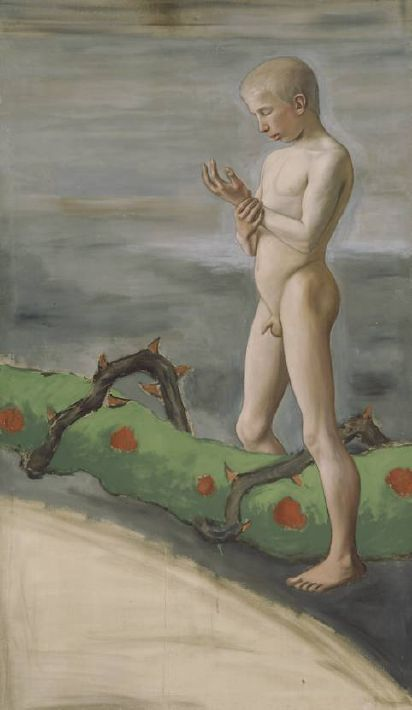
Hugo Simberg (1873-1917): Věnec života. Významnou část Simbergova díla tvoří studie nahých velmi mladých chlapců.

Na rozdíl od literatury, která zachycuje komplexní děje v širokém vypravěčském kontextu, výtvarné umění nabízí pouze jediný obraz a tento obraz může mít mnoho významů. Dvojice mladíků v objetí mohou být stejně tak milenci, jako sourozenci, nebo prostě přátelé. Nahota nemůže být určujícím prvkem, protože pak bychom kvůli početnosti ženských aktů museli označit světové výtvarné umění za lesbické, tedy - homosexuální, homoerotické. Homosexuální, nebo homoerotické je tedy výtvarné umění, které jednoznačně a explicitně zobrazuje homosexualitu (tedy převážně erotické), nebo takové, u něhož motivy hodnotitelné jako homosexuální ve vztahu k umělci samotnému převažují, nebo tvoří významnou část.
Wilhelm von Gloeden (1856-1931) byl německý fotograf žijící v Itálii, který oživil tradici homoerotického umění. Jeho fotografie, zasazené do prostředí antických kulis, měly široký ohlas. Byly komerčně úspěšné i respektované uměleckou kritikou. Mezi jeho ctiteli byli císař Vilém II., zbrojař Krupp, stejně jako spisovatel Anatole France.
Henry Scott Tuke (1858-1929) byl britský malíř silně ovlivněný impresionismem. Byl spojen s literární skupinou Uraniáni, udržoval kontakt v podstatě se všemi významnými homosexuálními umělci své doby, včetně Oscara Wildea. Jako první zobrazoval homoerotické motivy mimo prostředí mytologických kulis a antických příběhů. Jeho dílo bylo znovuobjeveno v 70. letech XX. století. V současnosti je považován za pionýra homoerotismu v malířství.
Charles Demuth (1883 – 1935) byl americký akvarelista, který v pozdějších letech přesedlal na olejomalbu. Vycházel z kubismu a založil styl nazvaný precisionismus. Část jeho akvarelů je výrazně homosexuální.

### Film
- Satyricon, 1969.

Cudná studie Federico Felliniho volně na motivy antického románu. 129 minut.
- Il fiore delle Mille e una Notte (Kytice z příběhů tisíce a jedné noci), 1974.

Monumentální romantický film Piera Paolo Pasoliniho v délce 155 minut je celý homoeroticky laděný. Ústředním z prolínajících se příběhů je příběh mladého chlapce Nur-e-Dina, kterého si vybrala mladá otrokyně Zumurrud, aby si ji koupil. Chlapec neuposlechne varování, že si má dát pozor na muže s modrýma očima a vpustí do domu křesťana. Křesťan otrokyni unese. Nur-e-Din se s ní setká v závěru, když už je královnou. Křesťan je za svůj zločin ukržižován. Film obsahuje kromě jiného několik idylických homosexuálních scén.
- Kids (1995) a Ken Park (2002),

přestože nezávislý americký režisér Larry Clark není postavou LGBT hnutí a rovněž homosexualita není jeho tématem, je homoerotický akcent jeho filmů zcela mimořádně silný. Kritika jej obviňuje mj. z balancování na hranici dětské pornografie kvůli velmi otevřeným erotickým scénám zobrazujícím teenagery.
- Brokeback Mountain (Zkrocená hora), 2005.

Velmi populární film rozporuplné umělecké úrovně je příběhem lásky dvou mužů na americkém venkově šedesátých let XX. století.
- Venkovský učitel, 2008

Český film Bohdana Slámy o muži, který se jen nesnadno vyrovnává se svou homosexualitou. Byl kritizován pro šíření některých mylných stereotypů.
- Manga a anime

Homosexuální tematika je určující charakteristikou japonských animovaných filmů yaoi a šónen-ai. Yaoi je eroticky laděné, šónen-ai zůstává na rovině romantického líčení vztahů.

### Festivaly LGBT filmů
Mezipatra.